# Venetia Stanley
Beatrice Venetia Stanley Montagu (* 22. August 1887; † 3. August 1948) war eine britische Adelige. Sie wurde berühmt durch ihre platonische Beziehung mit dem britischen Premierminister Herbert Henry Asquith und die vielgelesene Korrespondenz, die sie zwischen 1910 und 1915 mit ihm führte und die als eine der wichtigsten Quellen zur Erschließung der britischen Politik dieser Jahre gilt.

## Leben
Stanley wurde 1887 als jüngste Tochter von Edward Lyulph Stanley, 4. Baron Sheffield and Stanley of Alderley, geboren.
Um 1906 lernte Stanley über ihre Freundin Violet Asquith, deren Vater, den liberalen Politiker Herbert Henry Asquith kennen. Nach längerer Bekanntschaft begann Asquith – der eine Neigung zu romantisch-unschuldigen Beziehungen mit jungen Frauen der britischen „besseren Gesellschaft“ hatte – 1910 eine lose Korrespondenz mit Stanley aufzunehmen, die mit der Zeit intime Züge entwickelte. Nach einer gemeinsamen Sizilienreise 1912 intensivierte sich der Briefwechsel zwischen beiden. Asquith verfasste von diesem Zeitpunkt bis ins Jahr 1915 täglich – mitunter mehrere – Briefe an Stanley, die er gelegentlich sogar während der von ihm geleiteten Kabinettssitzungen abfasste. 
Stanley heiratete am 26. Juli 1915 Edwin Samuel Montagu, den Sohn von Samuel Montagu, 1. Baron Swaythling, einen Protegé Asquiths. Sie hatte ihn 1912 kennengelernt und 1913 seinen ersten Heiratsantrag abgelehnt. Während der Ehe wurde ihre Tochter Judith (* 6. Februar 1923, † 1972) geboren.
Montagu starb am 15. November 1924. 
Das Angebot der Liberalen Partei, sich bei der Unterhauswahl 1929 als Kandidatin für den Wahlkreis South Norfolk aufstellen zu lassen, lehnte Stanley ab. 
Sie starb 1948 an Krebs.

## Historischer Wert von Stanleys Korrespondenz mit Asquith
Die Korrespondenz zwischen Asquith und Stanley, deren Masse, Kontinuität und Vertraulichkeit dem Leser tagebuchähnliche Einblicke in Asquiths Gedanken, Meinungen und geistig-seelische Befindlichkeit zu quasi jedem Zeitpunkt der fraglichen Periode gestattet, wurde später von Stanleys Erben gesammelt und Historikern als Quelle zugänglich gemacht. Allerdings haben sich lediglich die Briefe von Asquith an Stanley – welche die ihr zugegangenen Briefe aufbewahrte – erhalten, während die Briefe von Stanley an Asquith von diesem – wohl aus Diskretion – vernichtet wurden. 
Die Briefe von Asquith an Stanley erlauben einen intimen Einblick in die persönlichen Meinungen und Gefühle des Regierungschefs über die relevanten politischen Ereignisse und Akteure dieser Jahre. Asquith ging in seinen Briefen an Stanley schließlich sogar so weit, ihr selbst über geheimste Regierungsinterna zu schreiben, und fragte sie vielfach nach ihrem politischen – und nach Beginn des Ersten Weltkrieges sogar ihrem militärischen – Rat. Dieser lässt sich allerdings nur aus seinen Antworten auf die ihm in Briefform erteilten Ratschläge rekonstruieren, da ihre Briefe sich, wie gesagt, nicht erhalten haben.
In der historischen und biographischen Forschung besteht große Einigkeit, dass Stanleys Brief an Asquith vom 12. Mai 1915, in dem sie ihm ihre Entscheidung, Montagu zu heiraten und ihre Beziehung zu ihm (Asquith) abzubrechen, mitteilt, einen erheblichen Einfluss auf Asquiths seelische „Angeschlagenheit“ in dieser Zeit hatte und so den Sturz der von ihm geleiteten liberalen Einparteienregierung und die Bildung der Koalitionsregierung – erneut unter seiner Führung – begünstigte, da sie seine „Kampfkraft“ in der Zeit der Regierungskrise minderte.